# Sergiu Comissiona

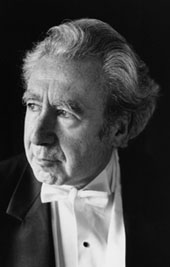
Sergiu Comissiona.

Sergiu Comissiona, född 1928, död 2005, var en rumänsk-amerikansk dirigent. 
Comissiona var chefsdirigent för Göteborgs Symfoniker 1967-73. Han blev bland annat uppmärksammad som tolkare av Allan Petterssons symfonier, som han framförde med flera orkestrar.